# Royal Canadian Air Force
Royal Canadian Air Force, RCAF (fr. Aviation royale canadienne, Królewskie Kanadyjskie Siły Lotnicze)  – siły powietrzne Kanadyjskich Sił Zbrojnych, w latach 1975–2011 działały pod nazwą Canadian Forces Air Command.

## Historia

Flaga z lat 1941-1968

### II wojna światowa
Kanadyjskie siły lotnicze odegrały ważną rolę podczas II wojny światowej. W szczytowym punkcie, w styczniu 1944, służyło w nich 215 tys. ludzi (w tym 15 tys. kobiet). Z tego 100 tys. brało udział w programie szkolenia pilotów (British Commonwealth Air Training Plan), 65 tys. stacjonowało w Kanadzie, a 46 tys. stacjonowało poza Kanadą (głównie w Europie). RCAF miało wtedy 78 dywizjonów, z tego 43 stacjonowało w Kanadzie, a 35 za granicą. Podczas wojny straty RCAF wyniosły 13 657 zabitych i 1889 zaginionych. Ponadto około 3 tys. ludzi zginęło w wypadkach.

### Zimna wojna
Koniec wojny doprowadził do redukcji RCAF do pokojowej liczebności z 12 tys. osób personelu i 5 dywizjonami. Głównymi zadaniami dla sił  
powietrznych w tym czasie stały się misje związane z eksploracją Arktyki, dozorem, fotomapingiem, transportem, misjami poszukiwawczo-ratunkowymi. Zagrożenie ze strony bloku wschodniego doprowadziło do decyzji w 1948 o znacznej rozbudowie potencjału bojowego, w tym wprowadzeniem nowego myśliwca F-86 Sabre (lokalnie CL-13 Sabre), który miał być budowany na licencji przez zakłady Canadair w Montrealu. W ramach zobowiązań wobec NATO założonego w 1949, Kanada miała skierować do Europy 12 eskadr myśliwskich stacjonujących w czterech bazach – we Francji (Marville i Grostenquin) i Niemczech Zachodnich (Zweibrücken i Rheinmünster), zorganizowanych jako No. 1 Air Division RCAF. W tym celu między 1952 i 1953  
RCAF odebrało 290 Sabre Mk.2, których większość skierowano do Europy. Od 1954 zastępowały je 370 Sabre Mk.5, a 210 Sabre-2 trafiło do  
Turcji i Grecji. Finalny Sabre Mk.6 oblatano w 1954, których do 1958 wyprodukowano 390 sztuk dla RCAF. Od 1950 do 1958 RCAF prowadziło w  
Ontario i na Summerside szkolenia dla pilotów i nawigatorów z krajów NATO. W 1953 do służby  
wszedł kanadyjski myśliwiec przechwytujący Avro Canada CF-100 Canuck, działający niezależnie od warunków atmosferycznych, cztery  
eskadry Canucków stacjonował w Europie w latach 1956–1962, do czasu zastąpienia ich przez CF-104. W 1953 RCAF były pierwszymi siłami  
powietrznymi, które do celów transportowych wprowadziły odrzutowe samoloty De Havilland Comet. Do końca wojny w Korei w 1955 RCAF urosły do 54 tys. osób i 41 dywizjonów.
W obawie przed zagrożeniem ze strony radzieckich bombowców strategicznych od 1953 roku Kanada prowadziła samodzielne pracę nad myśliwcem  
przechwytującym nowej generacji, które doprowadziły do oblatania w 1958 roku samolotu Avro Canada CF-105 Arrow. Arrow chociaż był powodem do dumy dla małego narodu, to z powodów politycznych USA i Wielka Brytania nie były zainteresowane jego zakupem, a kontynuowanie programu groziło drenażem budżetu obronnego Kanady. W 1959 rząd skasował program Arrow, decyzję tłumacząc zagrożeniem ze strony ICBM (w 1957 odpalono Sputnika), które miały zastąpić bombowce, zaoszczędzone fundusze miały być przekazane na program pocisków BOMARC. W 1948 Kanada i USA utworzyły dowództwo obrony powietrznej NORAD. USAF zaproponowały uwolnienie dla RCAF 56 F-101B Vodoo i 10 F-101F, które dzięki dostępności F-102 i F-106 mogły odpowiadać za przestrzeń powietrzną w kanadyjskim sektorze NORAD-u. Po długich negocjacjach umowę zakupu samolotów podpisano w 1961, w tym samym roku rozpoczęto dostawy. CF-101 zastąpiły  CF-100 w stosunku pięć za dziewięć eskadr. Szczególnie kontrowersyjne było stacjonowanie na terenie Kanady, pod nadzorem USA, pocisków AIR-2 Genie z głowicą atomową, które zmagazynowano w arsenale RCAF od 1965 do 1984. Między 1970 i 1972 56 przestarzałych CF-101 wymieniono na kolejne 66 F-101 z mniejszym nalotem i dodatkowym wyposażeniem.
Od 1957 do patrolowania wybrzeży Kanady wprowadzono 33 Canadair CP-107 Argus (CL-28), czyli odmiana Bristol Britannia. Argusy w 1981 zastąpiły Lockheed CP-140 Aurora.
Od 1962 pozostałe w Europie Sabre i CF-100 zastąpiło osiem eskadr CF-104 Starfighter (CF-111, CL-90), z   
których 200 jednomiejscowych wyprodukował Canadair, a 38 dwumiejscowych sztuk Lockheed. Samoloty używane do 1986 dedykowano do roli  
taktycznych bombowców, co przy lotach na niskim pułapie i ich dużym nalocie doprowadziło do rozbicia w Europie 110 Starfighterów. W 1967  
RCAF opuściło Francję, a 1 AD przemianowano na No. 1 Canadian Air Group. Liczebność Canadian Forces w Europie zredukowano w 1969 do dwóch niemieckich baz z trzema eskadrami.
W 1968 do służby weszły Canadair CF-5, licencyjna odmiana lekkiego myśliwca Northrop F-5 Freedom Fighter, budowane także na eksport. Ogółem 89 CF-116A i 46 CF-116D używano do 1995 (pierwotnie planowano wycofać je w latach 80.) na terenie Kanady. W 1980 Kanada wybrała w drodze konkursu samolot McDonnell Douglas F/A-18 Hornet, który pod oznaczaniem CF-18 zakupiono 98 sztuk jednomiejscowych i 40 dwumiejscowych. Dostawy zrealizowano w latach 1982–1988, samoloty kosztowały wtedy 4 mld CAD, czyli 8,9 mld $ w cenach z 2011.

### Canadian Force
W 1968 trzy rodzaje kanadyjskich sił zbrojnych zostały zjednoczone w nową formacje jako Kanadyjskie Siły Zbrojne (Canadian Forces). W ramach tej struktury zlikwidowano Royal Canadian Air Force i w latach 1968-75 istniały one równolegle z resztą wojsk jako jedno dowództwo. Od 1975 siły lotnicze Kanady zreorganizowano jako Canadian Forces Air Command, w skrócie AIRCOM (czyli Dowództwo Powietrzne Kanadyjskich Sił Zbrojnych), formacja ta powstała jako odpowiedź na niesprawdzenie się struktury z centralnym dowództwem i kontynuowała tradycje RCAF aż do 2011, gdy nowy konserwatywny rząd postanowił zmienić problematyczne nazewnictwo, wracając do tradycyjnych trzech rodzajów sił zbrojnych: Canadian Army, Royal Canadian Navy i Royal Canadian Air Force (identyczne nazewnictwo jest stosowane przez Brytyjskie Siły Zbrojne i Australijskie Siły Obrony).

## Wyposażenie
Znakami przynależności państwowej są flaga na stateczniku pionowym, okrąg z liściem klonu na kadłubie i skrzydłach oraz logotyp Canada. Wszystkie wykorzystywane przez kanadyjskie wojsko statki powietrzne otrzymują unikalne oznaczenie składające się z dwóch liter: C od Canadian, druga litera oznacza typ statku, np. F jak Fighter, a po nich następuje trzycyfrowy kod, z reguły jest rozbudowaną wersją tego nadanego przez producenta. Taki ustandaryzowany system nazewnictwa był wzorowany na tym jakie w 1962 wprowadziły Siły Zbrojne Stanów Zjednoczonych.

### Obecne
| Zdjęcie                                     | Samolot                              | Producent                  | Typ                                         | Wejście do służby   | Wersja (kanadyjskie oznaczenie) | Liczba sztuk        | Uwagi |
| Samoloty myśliwskie                         | Samoloty myśliwskie                  | Samoloty myśliwskie        | Samoloty myśliwskie                         | Samoloty myśliwskie | Samoloty myśliwskie             | Samoloty myśliwskie | Samoloty myśliwskie |
| ------------------------------------------- | ------------------------------------ | -------------------------- | ------------------------------------------- | ------------------- | ------------------------------- | ------------------- | --- |
|                                             | McDonnell Douglas CF-18 Hornet       | Stany Zjednoczone          | Myśliwiec wielozadaniowy                    | 1982–1988           | CF-188ACF-188B                  | 7231                | Dostarczono 138: 98 CF-188A I 40 CF-188B. Od 1984 utracono 15 CF-188A i 2 CF-188B. 1 CF-188A i 7 CF-188B wycofano ze służby. |
| Samoloty szkolno-treningowe                 |                                      |                            |                                             |                     |                                 |                     | |
|                                             | Beechcraft T-6 Texan II              | Stany Zjednoczone          | Szkolenie wstępne                           | 2000                | CT-156 Harvard II               | 25                  | T-6 Texan II to wersja Pilatus PC-9 dla USAF, przyrządy w CT-156 rozmieszczono na wzór CT-155 Hawk. |
|                                             | BAE Hawk                             | Wielka Brytania            | Szkolenie zaawansowane                      | 2000                | CT-155 Hawk                     | 19                  | 20 dostarczono w latach 2000–2002, dwa stracono w 2003 i 2004, w 2004 dostarczono dwa dla uzupełnenia strat, trzeci utracono w 2011. |
|                                             | de Havilland Canada DHC-8 Dash 8     | Kanada                     | Szkolny/Trening nawigatorów                 | 1987 1989–1990      | CT-142                          | 4                   | |
|                                             | Canadair CL-41 Tutor                 | Kanada                     | Samolot akrobacyjny                         | 1962                | CT-114 Tutor                    | 25                  | Dawniej samoloty szkolne, w tej roli zastąpiony przez CT-155 i CT-156, nadal wykorzystywane przez zespół Snowbirds. |
| Samoloty transportowe i Powietrzne tankowce |                                      |                            |                                             |                     |                                 |                     | |
|                                             | Airbus A310 MRT                      | Francja                    | Transportowy/VIPTransportowy/ Tankowiec     | 1992–1993           | CC-150 PolarisCC-150T           | 32                  | Zastąpiły Boeing CC-137, dwa otrzymały miękkie przewody do tankowania (CF-18). |
|                                             | Boeing C-17 Globemaster III          | Stany Zjednoczone          | Strategiczny transportowiec                 | 2007–2008 2015      | CC-177                          | 5                   | |
|                                             | Bombardier Challenger 600            | Kanada                     | Użytkowy VIP                                | 1982–1985 2002      | CC-144 Challenger               | 2 4                 | Wersje CL-600/601/604. |
|                                             | de Havilland Canada DHC-6 Twin Otter | Kanada                     | Użytkowy/SAR                                | ~1970               | CC-138                          | 4                   | |
|                                             | Lockheed C-130 Hercules              | Stany Zjednoczone          | Transportowy Search and rescue Tankowiec    | 1974–1997           | CC-130ECC-130H                  | 112                 | Pięć E i trzy H utracono w wypadkach. |
|                                             | Lockheed C-130 Hercules              | Stany Zjednoczone          | Taktyczny transportowiec                    | 2010-2012           | CC-130J Super Hercules          | 17                  | 436 Transport Squadron |
| Patrolowe                                   |                                      |                            |                                             |                     |                                 |                     | |
|                                             | Lockheed P-3 Orion                   | Stany Zjednoczone          | Morski patrolowiec/ZOPPatrolowy/Szkolny/SAR | 19801991            | CP-140 AuroraCP-140A Arcturus   | 183                 | |
|                                             | CASA C-295                           | Hiszpania                  | SAR                                         | 2020-2023           | CC-295 Kingfisher               | 15                  | W grudniu 2016 roku rząd w Ottawie wybrał C295W jako nowe samoloty poszukiwawczo-ratownicze, w ramach konkursu Fixed Wing Search and Rescue Replacement (FWSAR).Mają one zastąpić w służbie 6 de Havilland Canada CC-155 Buffalo i 13 CC-130H Hercules. |
| Śmigłowce                                   |                                      |                            |                                             |                     |                                 |                     | |
|                                             | AgustaWestland AW101                 | Włochy · Wielka Brytania   | Search and rescue                           | 2000                | CH-149 Cormorant                | 14                  | Dostarczono 15. Pierwotnie w 1987 planowano 35 EH-101 dla zastąpienia CH-124 Sea King i 15 EH-101 w roli SAR dla zastąpienia CH-113 Labrador, ale w 1993 ten kontrakt anulowano.                                                                        |
|                                             | Boeing CH-47 Chinook                 | Stany Zjednoczone          | Ciężki śmigłowiec transportowy              | 2013-2014           | CH-147F                         | 15                  | |
|                                             | Bell 206                             | Stany Zjednoczone          | Śmigłowiec szkolny                          | 1982                | CH-139 Jet Ranger               | 1                   | |
|                                             | Bell CH-146 Griffon                  | Stany Zjednoczone · Kanada | Wielozadaniowy śmigłowiec użytkowy          | 1995                | CH-146 Griffon                  | 98                  | Dostarczono 100 (85 taktycznych i 15 SAR). 8 dozbrojono do eskortowania CH-147 Chinook w Afganistanie. |
|                                             | Sikorsky SH-3 Sea King               | Stany Zjednoczone · Kanada | ZOP, pokładowy                              | 1964                | CH-124 Sea King                 | 27                  | |
|                                             | Sikorsky S-92                        | Stany Zjednoczone          | ZOP, pokładowy                              | 2015-               | CH-148 Cyclone                  | 6                   | Zamówiono 28, zastąpią Sea Kingi. |
| Bezzałogowe aparaty latające                |                                      |                            |                                             |                     |                                 |                     | |
|                                             | Maveric UAS                          | Stany Zjednoczone          | Mini BSL                                    | 2010                | Prioria Embedded Intelligence   | 5                   | |
|                                             | Boeing ScanEagle                     | Stany Zjednoczone          | Mały BSL                                    | 2008                | Boeing ScanEagle                | 1                   | Wypożyczone. |
|                                             | IAI Heron                            | Izrael                     | Taktyczny BSL                               | 2008–2011           | CU-170 Heron                    | 2                   | 3 wypożyczono dla wsparcia sił ISAF. |

### Historyczne
Myśliwce

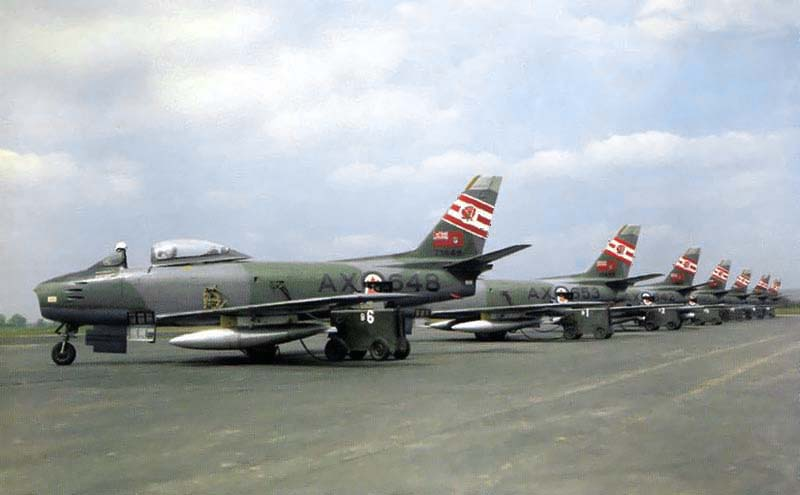
CF-86 Sabre 6 w 1957 we Francji (flaga stosowana przez RCAF tylko w Europie)

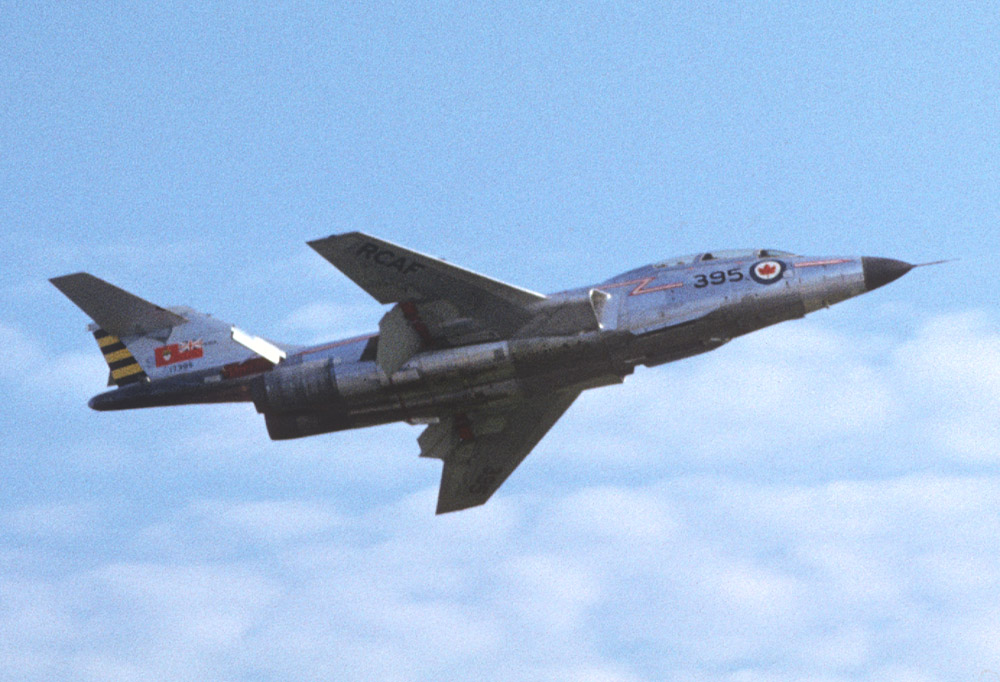
CF-101 Vodoo

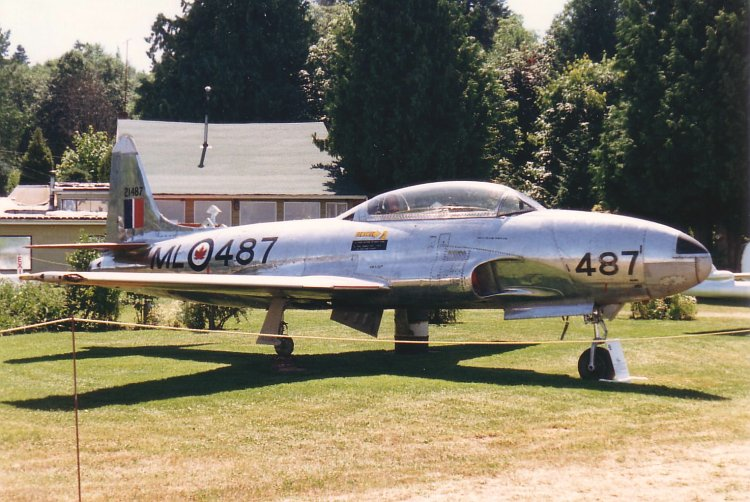
CT-133 Silver Star (flaga stosowana do 1958)

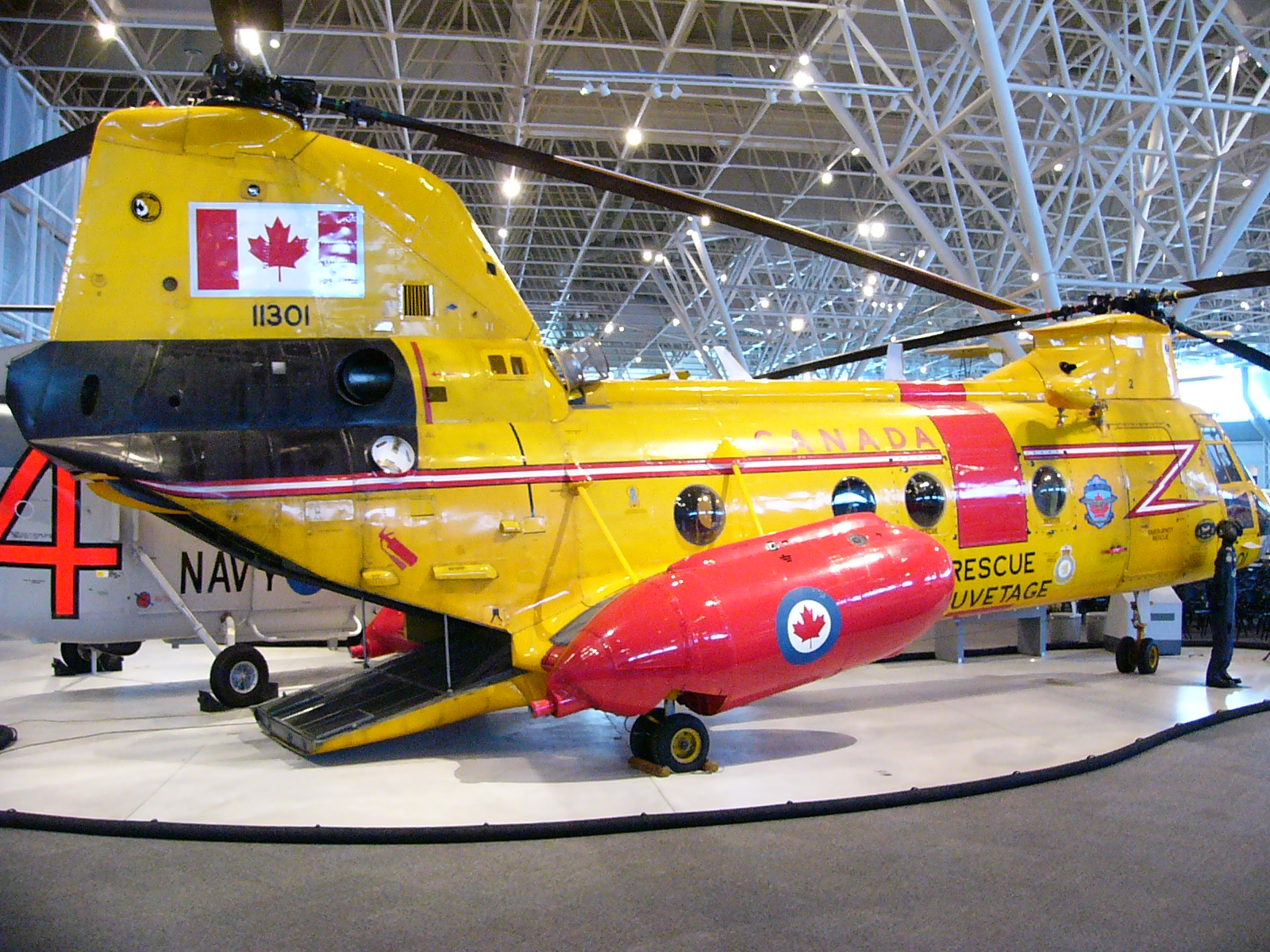
Boeing Vertol CH-113 Labrador

- Gloster Meteor - 1 F.3, 1 T.7 w latach 1945–1950 (testowe)
- de Havilland Vampire F.3 - 86 w latach 1948–1958 (treningowe), 1 F.1 w 1946 (testowy))
- Canadair CF-86 Sabre (CL-13 Sabre Mk.2/Mk.4) – 297 w latach 1952–1954
- Canadair CF-86 Sabre (CL-13 Sabre Mk.5) – 370 w latach 1953–1958
- Canadair CF-86 Sabre (CL-13 Sabre Mk.6) – 390 w latach 1954–1975
- Avro Canada CF-100 Canuck („Clunk” w wojsku) – 329 w latach 1955–1981
- McDonnell CF-101B/F Voodoo – 112/20 w latach 1961–1985
- Canadair CF-104/CF-104D Starfighter – 200/38 w latach 1961–1986
- Canadair CF-116A/D Freedom Fighter – 89/46 w latach 1968–1995

Patrolowe/ZOP
- De Havilland Canada CS-2F Tracker - 100 w latach 1957–1990
- Canadair CP-107 Argus - 13 patrolowych, 20 ZOP w latach 1961–1985

Treningowe
- de Havilland Canada DHC-1 Chipmunk („Chippie” w wojsku) - 113 w latach 1948–1972
- Canadair CT-133 Silver Star – 576 w latach 1953–2005
- Beechcraft CT-134(A) Musketeer(II) – 48 w latach 1971–1992

Transportowe/Użytkowe
- Douglas CC-129 Dakota – 173 w latach 1943–1988
- De Havilland Canada CC-123 Otter – 69 w latach 1953–1982
- Canadair CC-106 Yukon – 12 w latach 1959–1970
- Lockheed CC-130B Hercules – 4 w latach 1960–1967
- De Havilland Canada CC-108 Caribou – 9 w latach 1960–1971
- Canadair CC-109 Cosmopolitan – 10 w latach 1960–1993
- Grumman HU-16 Albatross („Albert” w wojsku) – 10 w latach 1960–1970
- Canadair CL-84-1A Dynavert – 4 w latach 1965–1975 (eksperymentalny VSTOL)
- Lockheed CC-130E Hercules – 24 w latach 1965–2016
- de Havilland Canada CC-115 Buffalo – 15 w latach 1967-2022[8]
- Dassault CC-117 Falcon – 8 w latach 1968–1989
- Boeing CC-137 Husky – 5 w latach 1970–1997
- De Havilland Canada CC-132 Dash-7/CC-132R – 4 w latach 1979–1988
- Beechcraft King Air – 3 w latach 1991–1995

Śmigłowce
- Boeing Vertol CH-113 Labrador - 6 w latach 1964–2002 (SAR)
- Boeing Vertol CH-113A Voyageur - 12 w latach 1964–1995
- Bell CH-118 Iroquois - 10 w latach 1968–1995
- Bell CH-136 Kiowa - 74 w latach 1971–1995
- Bell CH-135 Twin Huey - 50 w latach 1971–1999
- Boeing CH-147C Chinook - 8 w latach 1974–1992
- Boeing CH-147D Chinook - 7 w latach 2008–2011

BSL
- SAGEM/Oerlikon CU-161 - 23 w latach 2003–2009